# Langhofita
La langhofita és un mineral de la classe dels sulfats. Porta el nom de H. Jörgen S. Langhof (n. 1965), conservador del Museu Suec d'Història Natural, qui va recollir la mostra del descobriment. Langhof ha estudiat les mines de Långban durant més de 30 anys.

## Característiques
La langhofita és un wolframat de fórmula química Pb₂(OH)[WO₄(OH)]. Va ser aprovada com a espècie vàlida per l'Associació Mineralògica Internacional l'any 2019, sent publicada per primera vegada el 2020. Cristal·litza en el sistema triclínic. La seva duresa a l'escala de Mohs és 2,5.
L'exemplar que va servir per a determinar l'espècie, el que es coneix com a material tipus, es troba conservat a les col·leccions mineralògiques del Museu Suec d'Història Natural, situat a Estocolm (Suècia), amb el número de col·lecció: geo-nrm 20030044.

## Formació i jaciments
Va ser descoberta a la mina Långban, situada al districte miner de Långban, al municipi de Filipstad (Comtat de Värmland, Suècia), on es troba associada a mimetita, fluorapatita, calcita i barita. Es tracta de l'únic indret de tot el planeta on ha estat descrita aquesta espècie mineral.